# Alter Triebel
Alter Triebel  ist eine Hofschaft im Wuppertaler Stadtbezirk Uellendahl-Katernberg im Wohnquartier Siebeneick.

## Lage und Beschreibung
Die Hofschaft liegt im Süden von Siebeneick an der heutigen Landesstraße 427 (Nevigeser Straße). 
Benachbarte Ortslagen sind Krieg, Am Lindgen, Krähenberg, Jungmannshof, Steingeshof, Wüstenhof, Schevenhof und Wolfsholz. Zu den abgegangenen Höfen zählen Elsternbusch und Schanze, in heutige Wohngebiete aufgegangene Wohnplätze sind Triebel, Triebelsheide, Branger, Vogelsbruch, Metzmachersrath, Röttgen, In den Birken und Grenze Jagdhaus. Zwischen Alter Triebel und Triebel entspringt der Eigenbach.

## Etymologie und Geschichte
Die Herkunft des Namens ist derzeit noch ungeklärt. Auf der Topographia Ducatus Montani des Erich Philipp Ploennies aus dem Jahre 1715 ist dort ein Hof namens Trebel eingezeichnet. Der Ort ist auf der Topographischen Aufnahme der Rheinlande von 1824 als Trebel und auf der Preußischen Uraufnahme von 1843 als alte Triebel eingezeichnet.
Im 19. Jahrhundert gehörten Neuer und Alter Triebel zu der Bauerschaft Kleine Höhe der Bürgermeisterei Hardenberg, die 1935 in Neviges umbenannt wurde. Damit gehörte es von 1816 bis 1861 zum Kreis Elberfeld und ab 1861 zum alten Kreis Mettmann. Die Landesstraße L427 wurde in den 1830er Jahren als Chaussee gebaut. Bis zu dieser Zeit führte die alte Straße von Elberfeld nach Neviges, die etwas nördlich der heutigen Landesstraße L427 verlief, durch Alter Triebel.
1888 lebten in Alter Triebel 16 Einwohner in einem Wohnhaus. Der Ort wird zu dieser Zeit als Alter Triebel bezeichnet.
Durch die nordrhein-westfälische Gebietsreform kam Neviges mit Beginn des Jahres 1975 zur Stadt Velbert und die östlichen Außenortschaften von Neviges um Alter Triebel wurden in Wuppertal eingemeindet.